# Gouda

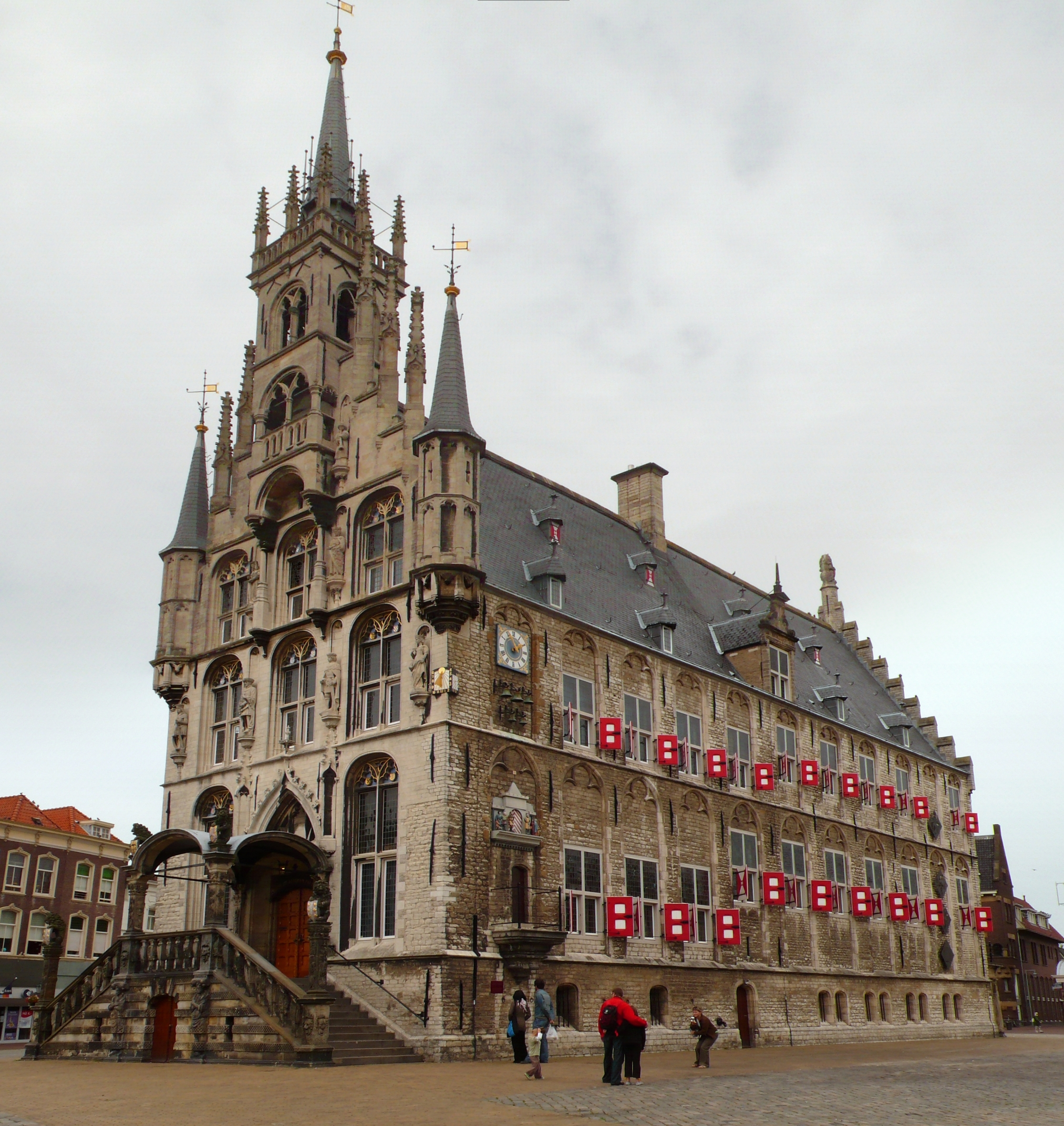
Primăria

Gouda un oraș în provincia Olanda de Sud, Țările de Jos.

## Orașe înfrățite
- Gloucester, Regatul Unit
- Kongsberg, Norvegia
- Solingen, Germania